# Новосілка (Звягельський район)
Новосі́лка — село в Україні, в Звягельському районі Житомирської області. Населення становить 107 осіб.

## Природа
Територія, на якій знаходиться село, розташована в межах Поліської низовини. Місцевий ландшафт багатий різноманітними хвойно–широколистими лісами, луками, чагарниками та болотами.
Село розташоване у великій впадині, що тягнеться з південного заходу на північний схід, у нижній частині якої протікає лісова річка Рожаниця. Середня висота над рівнем моря 205 м. В околицях села є велика кількість пагорбів з виходами кам'яних валунів. З північного боку села знаходиться давньоруський курганний могильник.
Серед природних рослин є реліктові види, такі як азалія понтійська, яка на місцевому діалекті називається драпоштаном. Різноманітний тваринний світ: лосі, козулі, вовки, дикі кабани, бобри, ондатри та видри. Велика кількість птахів, серед яких є рідкісні — сірі журавлі.
У водоймах водиться щука, окунь, карась і в'юн. Влітку та восени ліс багатий суницями, малиною, ожиною та грибами. Село межує на північному сході з Барашами, на сході з Березівкою, на південному заході з Вербами, на північному заході з Симонами.
На південно-західній стороні від села на відстані приблизно 2 км розташований ландшафтний заказник місцевого значення в Україні Миколинці.

## Історія

Новосілка (Колонія) на мапі Шуберта Ф. Ф., 1875, р.

Після скасування Олександром ІІ кріпосного права німцям із Королівства Польського було дозволено переселятися на Волинь. На території, що прилягає до села, у другій половині XIX століття одночасно виникло дві німецькі колонії: Тумар і Брачки, які розміщувалися на різних берегах Рожаниці. Колонія Тумар мала 16 дворів та 33 мешканці, а колонія Брачки — 13 дворів загальною кількістю 100 осіб.
Місця розташування новостворених колоній були вибрані дуже вдало. Адже неподалік знаходилося благодатне джерело, вода якого, за свідченнями місцевого люду, мала цілющі властивості. Це джерело називається криничкою Миколая. Пізніше тут створена ще одна колонія з назвою Миколинці. З дозволу Святійшого синоду РПЦ над благодатним джерелом побудовано дерев'яну каплицю, де в день Вознесіння Господнього здійснювалися церковні богослужіння. Зі спогадів старожилів у такі дні до каплички збиралося багато селян з навколишніх сіл. Все навкруги була заставлено селянськими возами, покритими різнобарвними хатніми радюжками.
На східній околиці села на великому пагорбі донині знаходиться занедбане кладовище німецьких колоністів. На захід від села є урочище Рибне, яке отримало свою назву від великої кількості копанок (сажалок), у яких колоністи розводили рибу. Під час переселення на терени України німці привезли з собою не тільки сучасні знаряддя праці, але й сучасні технології вирощування та переробки тваринництва. За свідченнями старожилів, продуктивність виготовлення молочних продуктів колоністами, порівняно з місцевими господарями, була вищою вдвічі, а то й більше. Так було практично у всіх напрямках життєдіяльності. Осі коліс возів виготовлялися з металу і колеса обшивалися металом, платформа возів робилася надійнішою і значно більшою. Замість неконтрольованих і лінивих волів застосовувалися тяглових коней.
Хуторна система дозволяла контролювати абсолютно всі процеси, які відбувалися у власному господарстві. Водночас у місцевих мешканців угіддя тваринництва та посіви знаходилися за декілька верств від обійстя. А це призводило до великих затрат і неефективності господарювання. Німецька господиня на коловороті за декілька вечорів заготовляла стільки ниток шерсті, скільки місцева господиня з сім'єю майже за цілу зиму. Ще й досі в селі є декілька старожилів, які мають у себе німецькі дерев'яні ткацькі верстати для виготовлення полотна або килимових доріжок.
На початку XX століття тут проживали такі німецькі родини: Альберт і Павліна Келерт, Людвиг і Кароліна Зюсс, Адольф і Кристіна Бетлер, Юліус і Флорентіна Гоппе, Іохан і Ванда Зисс, Христіан і Вільгельміта Вихман, Готліб і Амалія Штрейх, Роберт і Оттілія Поль, Генрих і Ірнестина Кокашке, Густав і Павліна Креніг, Юліус і Лідія Бранд, Густав і Матільда Віхман, Роберт і Оттілія; Пауль, Готфрид і Лідія Ульм, Міхаїль і Емалія Зісс, Едуард і Юльяна Віхман, Едуард і Августина Келерт, Еміль і Берта Ябс, Адольф і Емілія Келерт, Адольф і Емілія Гоппе.
До революції 1917 року німецькі колонії Тумар і Брачки адміністративно підпорядковувалися лише Барашівській волості. Свої релігійні обряди колоністи здійснювали в Євангелічно-лютеранській кірсі села Геймталь Пулинської волості Житомирського повіту (нині село Ясенівка Пулинського району).
З часом колонія Тумар увійшла до складу Барашівської (1923), потім до Євгенівської (12.01.1924), згодом — Крем'янської сільради (30.10.1924). Колонія Брачки підпорядковувалася лише двом сільрадам: Євгенівській (1923; 20.03.1926) і Крем'янській (30.10.1926).
Під час сталінської колективізації дві колонії в 1930 році об'єднали в одну з назвою Тумар-Брачки. Тоді всі селянські господарства знесли на одну територію. За 200 метрів від села із західного боку на високому пагорбі облаштували колгоспний двір. Новостворену колонію адміністративно підпорядкували Крем'янській сільраді Пулинського (від 17.10.1935 Барашівського) району.
На підставі постанови Політбюро ЦК КП(б)У «Про переселення з прикордонних районів» від 20 грудня 1934 року здійснено виселення мешканців німецьких колоній, у тому числі і з Тумар-Брачок зі 100-кілометрової прикордонної зони з Польщею до Казахстану та до інших Північних регіонів колишнього СРСР.
Під час загострення сталінського терору в 1930-тих роках органами НКВС без підстав заарештовано і позбавлено волі 3-х колоністів, які вже жили поза межами Тумар-Брачок, з яких 2—х — розстріляно. Нині всі постраждалі від репресій реабілітовані: Марта Михайлівна Дуздаль (1888 р. н.), Агнеса Альбертівна Келерт (1912 р. н.), Берта Альбертівна Келерт (1907 р. н.).
Станом на 1 листопада 1941 року радянська німецька колонія Тумар-Брачки на обліку не значиться. Саме з цієї дати Ємільчинським гебітскомісаріатом та Барашівською сільською управою колонія Тумар-Брачки перейменовується на село Нейдорф (українською — Нове село). Після закінчення Другої світової війни Указом ВР УРСР від 7 червня 1946 року село Нейдорф перейменували на Новосілка.
Перші ознаки цивілізації в селі почалися, коли запрацював тіпальний переробний пункт льону, рушійною силою якого був данський потужний двигун, що безперебійно працював у дві зміни всю зиму. Ним управляв місцевий механік і коваль Гнат Козел. Згодом, весною, на колгоспних полях з'явився 1-колісний американський трактор «Фордзон» Першими трактористами були Захар Денисюк, Давид Ксендзук, Петро Осадчук, Павло Татуревич та Кирило Цуман.
А потім з'явилися перші вантажівки «ГАЗ», якими в різний час керували Микола Колесник, Йосип Синицький-молодший, Микола Козел і Володимир Козел. У 1960 році проведено дротове радіомовлення. Щоб послухати трансляцію чергового футбольного матчу улюбленої команди «Динамо», до центрального гучномовця, що знаходився в центрі села біля сільмагу, збиралися місцеві вболівальники.
Весною 1967 року в село провели електричний струм. В оселях з'явилося світло, а разом з ним перші радіомагнітоли і навіть чорно-білі телевізори. Згодом з'явився перший дротовий стаціонарний телефон на все село в голови Березівської сільської ради, мешканця села Олександра Гнатовича Зінченка.
Будівництво власних господарств односельців завершилося наприкінці 1960-х років. Хати будували толокою місцеві майстри. А їх в селі було чимало: Борис Ревчук, Володимир Ревчук, Йосип Синицький-старший, Степан Гончарук, Володимир Приймак, Григор Денисюк, Василь Заїка, Віктор Мельник, Адам Хамський, Степан Савчук та інші. У найкращі часи в селі проживало 64 родини загальною кількістю трохи більше 400 осіб.
У селі працювала початкова школа, у якій навчалися учні 1—4 класів. Першими вчителями було подружжя Чертовських. Пізніше тут працювали вчителями Юлія Станіславівна Синицька, Вікторія Григорівна Ковальчук, Зінаїда Григорівна Колеснік та Ганна Данилівна Синицька.
Родини в селі були багатодітними. Найбільшими з них, зокрема, родина Давида і Гани Ксендзуків — 12 дітей; родина Валентина і Алли Камерзаєвих — 10 дітей; родина Адама і Марії Хамських — 8 дітей; родина Петра і Марії Мороз — 8  дітей; родина Петра і Катерини Осадчуків — 8 дітей; родина Йосипа і Любові Синицьких — 7 дітей. Всі матері багатодітних родин нагороджені орденами материнської слави відповідних ступенів.

## Галерея

Повернення з армії у рідне село
Молодь села
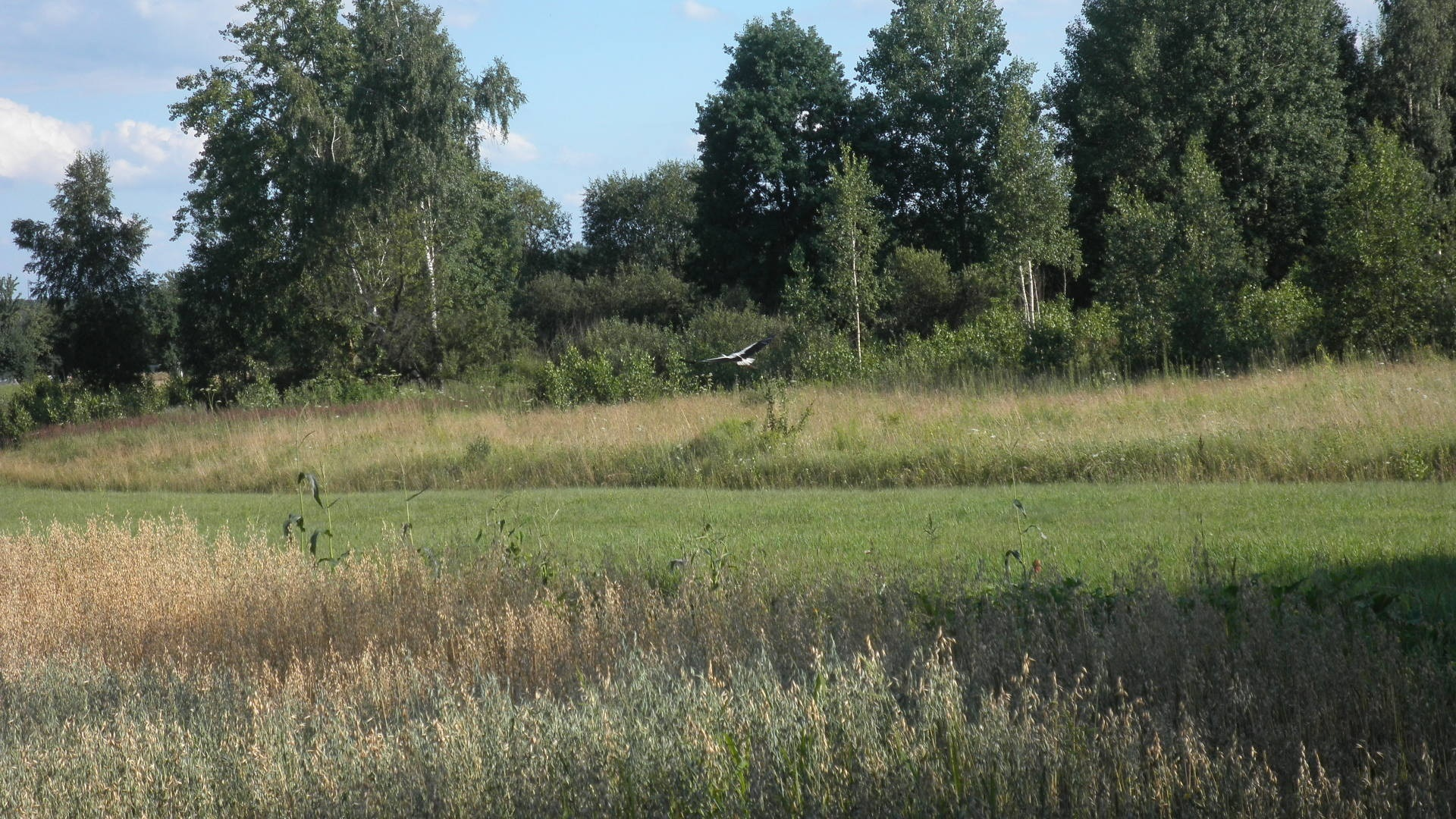
Лелеки люблять село
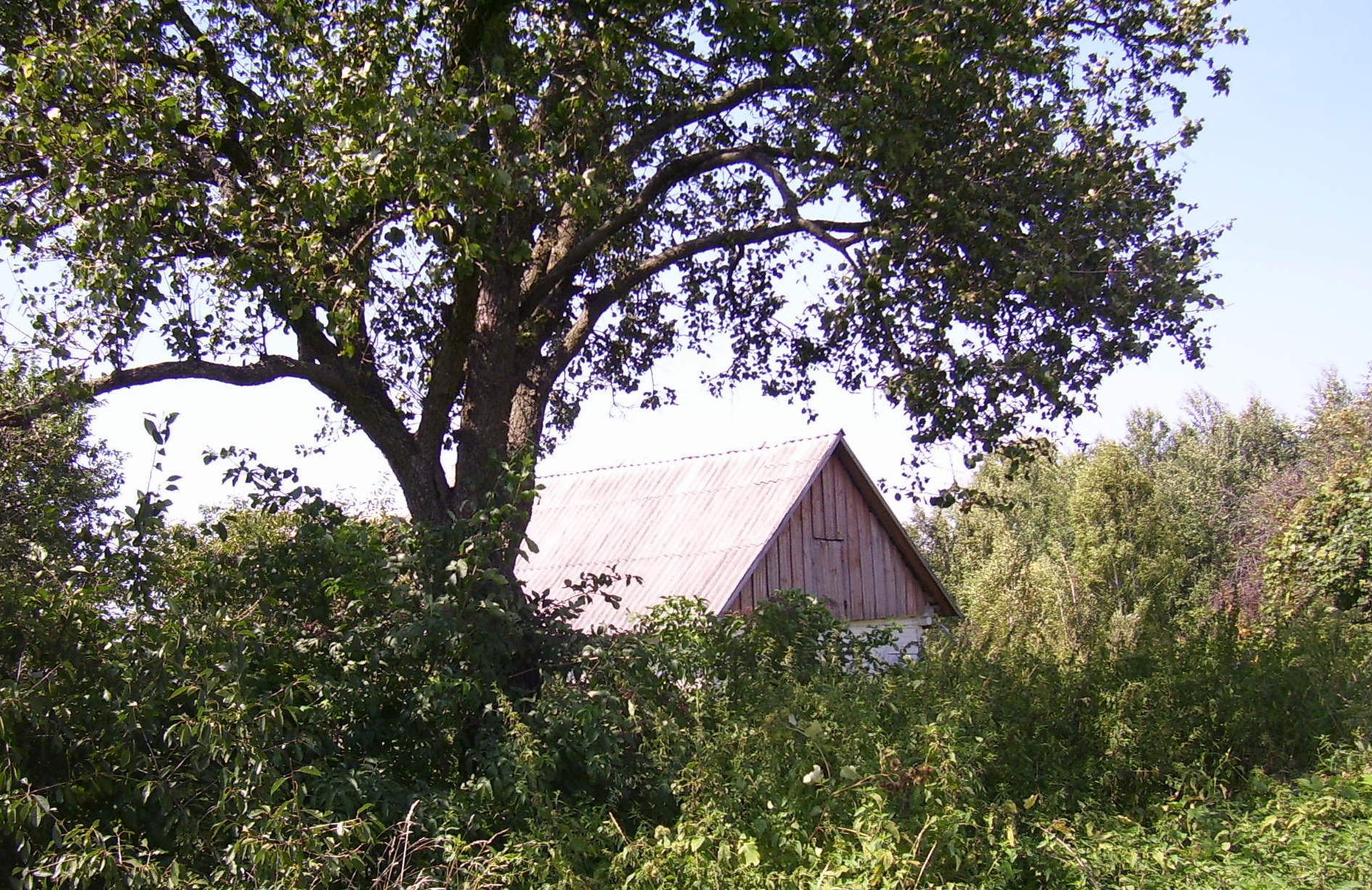
Хата під грушею
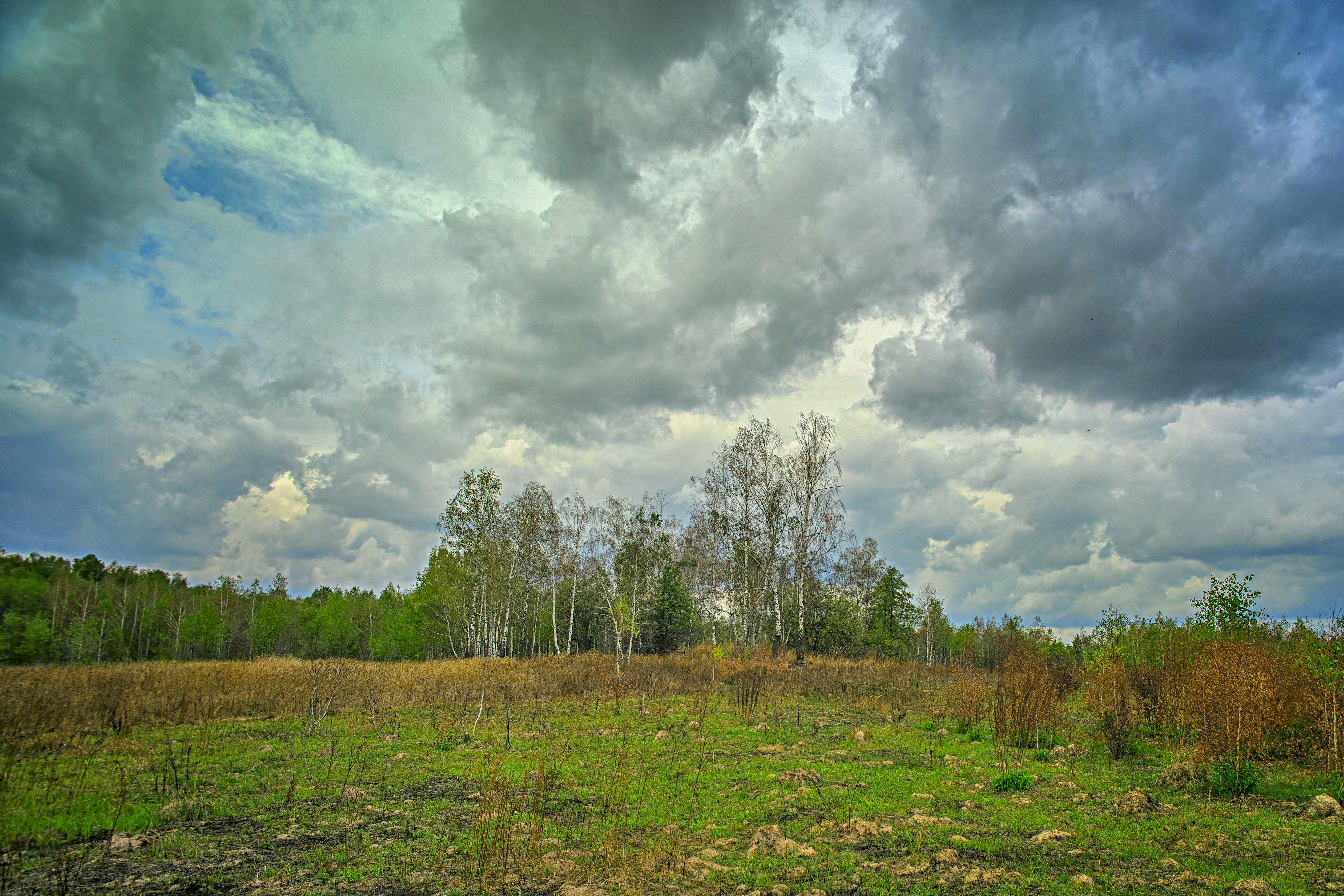
Давньоруський курганий могильник
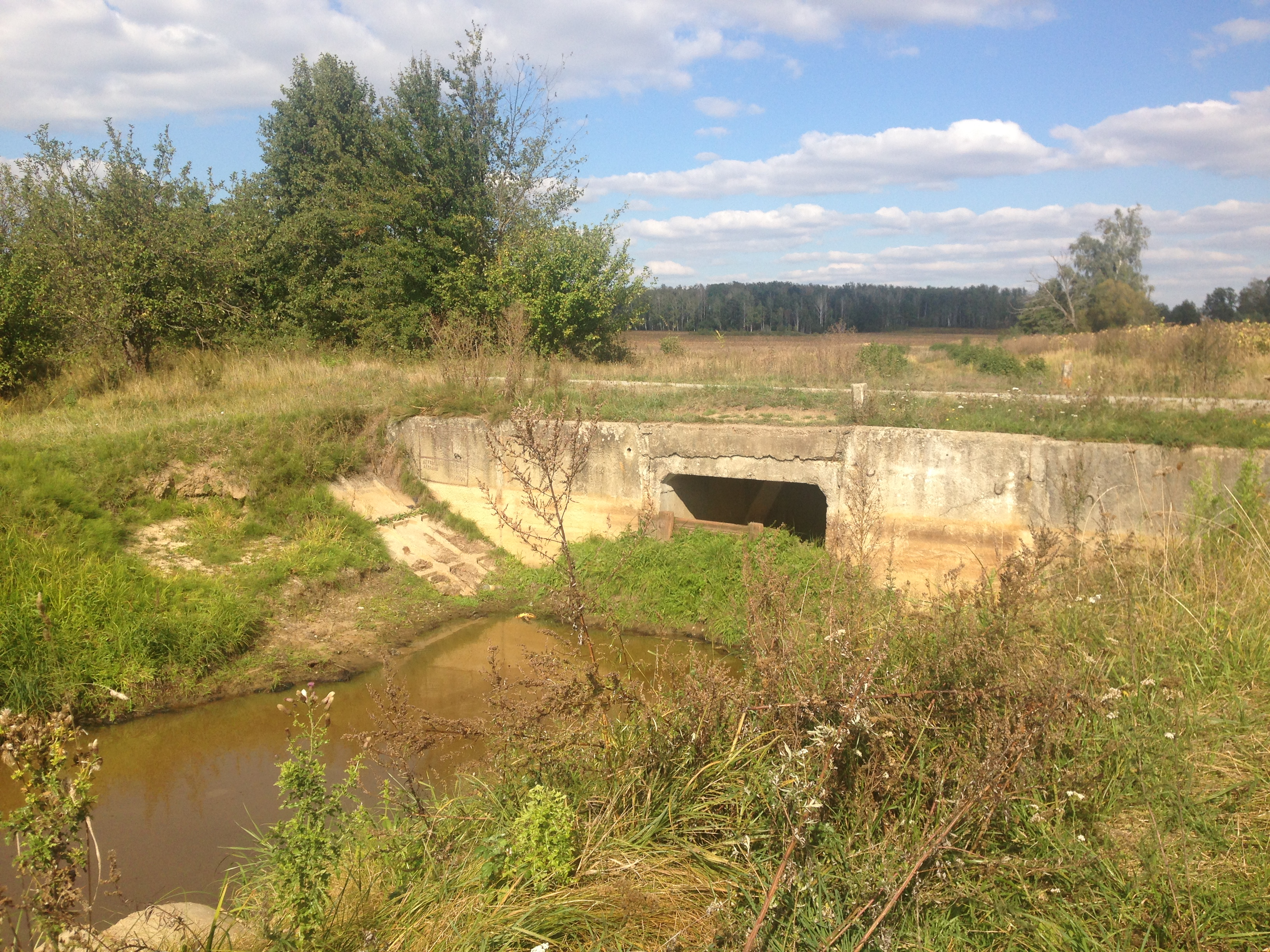
Річка Рожаниця на північній околиці Новосілки
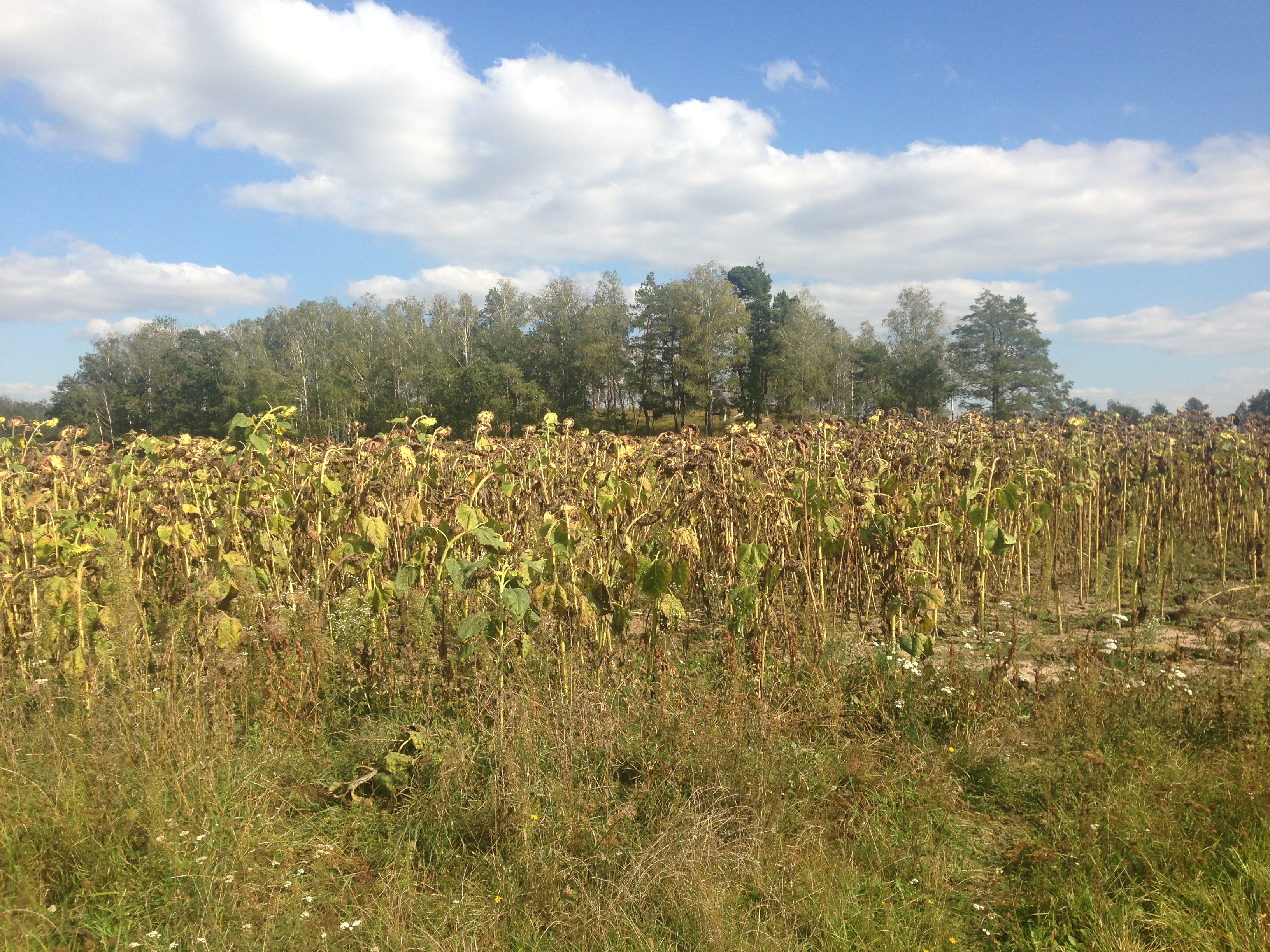
Соняхи дозрівають
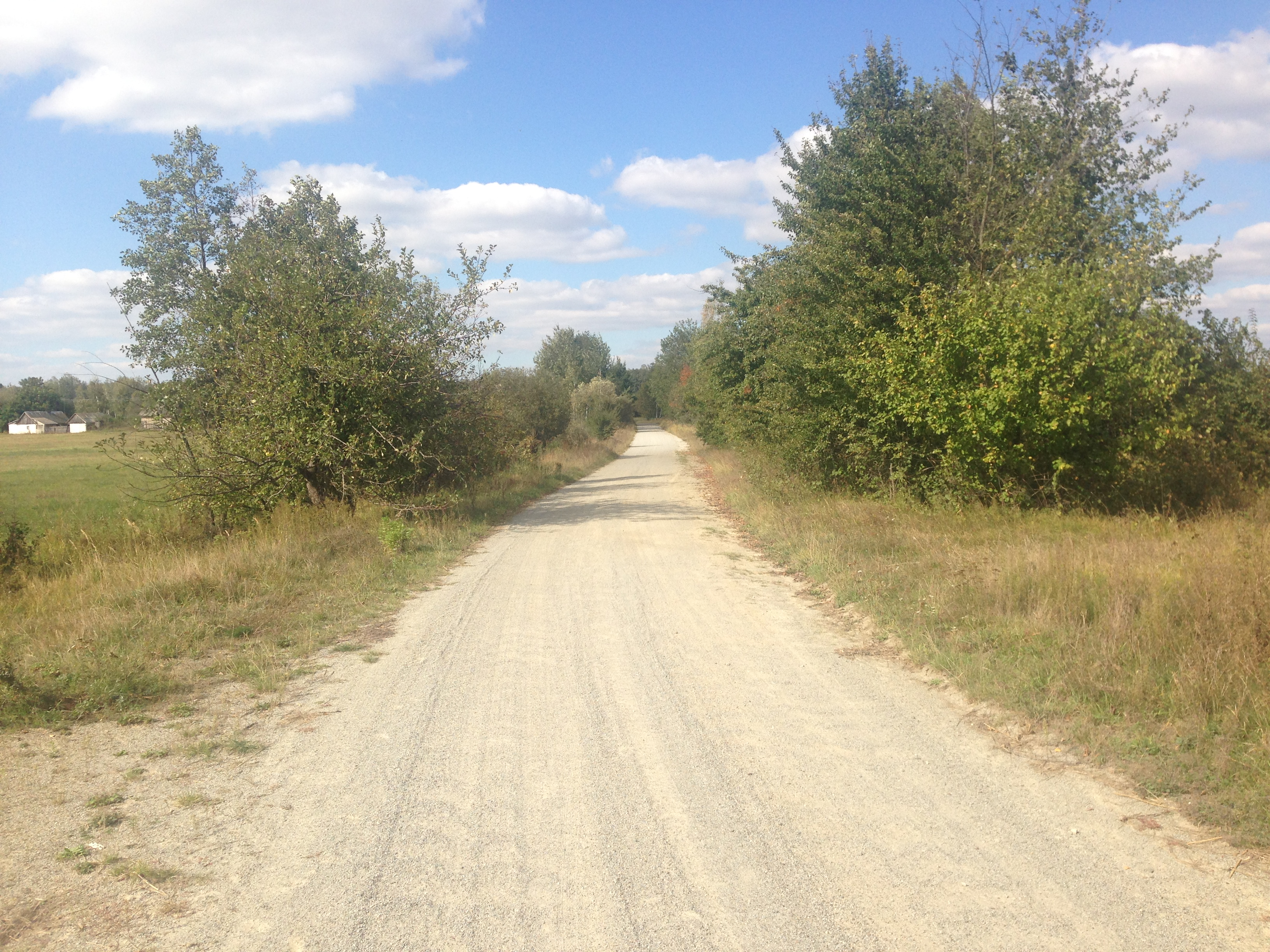
Дорога у село
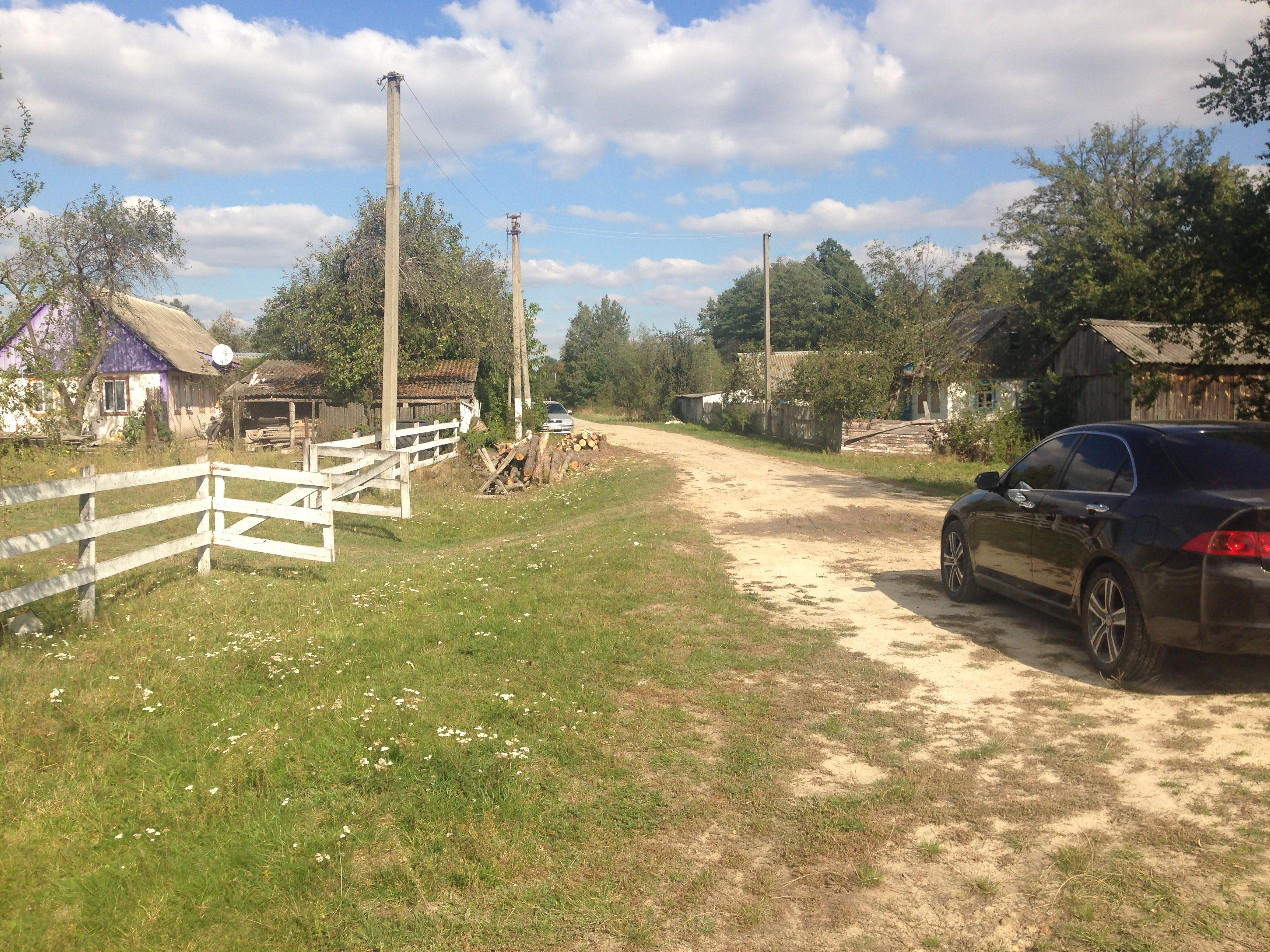
Південна околиця Новосілки
Річка Уж між Новосілкою й Барашами